# Condado de Salem
El condado de Salem (en inglés: Salem County) es un condado en el estado estadounidense de Nueva Jersey. En el 2008 el condado tenía una población de 66,083 habitantes en una densidad poblacional de 68 personas por km². La sede del condado es Salem.

## Geografía
Según la Oficina del Censo, el condado tiene un área total de 965 km² (372,6 mi²), de la cual 875 km² (337,8 mi²) es tierra y 91 km² (35,1 mi²) (9.31%) es agua.

### Condados adyacentes
- Condado de Gloucester (Nueva Jersey) - noreste
- Condado de Cumberland (Nueva Jersey) - sureste
- Condado de Kent (Delaware)- suroeste1
- Condado de New Castle (Delaware) - oeste

1a través de la Bahía de Delaware; sin límites de tierra

## Demografía
En el 2000 la renta per cápita promedia del condado era de $45,573, y el ingreso promedio para una familia era de $54,890. En 2000 los hombres tenían un ingreso per cápita de $41,860 versus $27,209 para las mujeres. El ingreso per cápita para el condado era de $20,874 y el 9.50% de la población estaba bajo el umbral de pobreza nacional.

## Localidades

### Ciudades
Salem

### Borougs
Elmer |
Penns Grove |
Woodstown

### Municipios
Alloway |
Carneys Point |
Elsinboro |
Lower Alloways Creek |
Mannington |
Oldmans |
Pennsville |
Pilesgrove |
Pittsgrove |
Quinton |
Upper Pittsgrove

### Lugares designados por el censo
Alloway |
Carneys Point |
Hancock's Bridge |
Pennsville |
Olivet |
Pedricktown |
Quinton

### Áreas no incorporadas
Auburn |
Deepwater |
Monroeville